# 메데이나
메데이나(리투아니아어: Medeina) 메데이네(리투아니아어: Medeinė) (메디스 리투아니아어: medis – "나무" or 메데 리투아니아어: medė – "숲"에서 유래)는 종종 즈보르네(리투아니아어: Žvorūnė) 또는 즈보르나(리투아니아어: Žvorūna) ("짐승이라는 뜻인 리투아니아어: žvėris에서 파생)와 동일한 존재로 취급되며 리투아니아 신화의 주요 신들 중 하나이다. 라트비아 신화의 메자 마테(라트비아어: Meža māte: 숲의 어머니)와 유사하다. 그녀는 숲, 나무, 동물의 지배자이다. 그녀를 상징하는 신성한 동물은 토끼이다.